# The Potion
«The Potion» — третий сингл с четвёртого студийного альбома Ludacris «The Red Light District». Он достиг 65-го места в чарте синглов Hot R&B/Hip-Hop Songs. Первоначально бит был предложен Jay-Z для «The Black Album», но был отвергнут в пользу бита, который использовался в «Dirt off Your Shoulder».  Эта песня стала заключением музыкального клипа предыдущего сингла «Number One Spot». 

## Чарты
| Чарт (2004/2005)                     | Позиция |
| ------------------------------------ | ------- |
| U.S. Billboard Hot R&B/Hip-Hop Songs | 65      |